# بلدة عمر
بلدة عمر بلدية تابعة لدائرة تماسين ولاية تقرت الجزائرية، تقدر مساحتها بـ 250 كلم² حيث يحدها شمالا بلدية تماسين وشرقا بلدة النقر (دائرة الطيبات) وغربا بلدية العالية (دائرة الحجيرة) وجنوبا بلديتي الحجيرة والمنقر. ويقدر عدد السكان في 2025 ب20359 نسمة.